# Ego Ferguson
Ego Ferguson Jr. (Miami, 22 settembre 1991) è un giocatore di football americano statunitense che gioca nel ruolo di defensive tackle per i Chicago Bears della National Football League (NFL). Fu scelto nel corso del secondo giro (51º assoluto) del Draft NFL 2014. Al college ha giocato a football all'Università della Louisiana vincendo il campionato NCAA nel 2013.

## Carriera professionistica

### Chicago Bears
Ferguson fu scelto dai Chicago Bears nel corso del secondo giro del Draft 2014. Debuttò come professionista subentrando nella settimana 1 contro i Buffalo Bills. Il primo sack in carriera lo mise a segno nel Monday Night Football della settimana 3 su Geno Smith dei New York Jets. La sua prima stagione si chiuse con 23 tackle e 2 sack disputando tutte le 16 partite, nessuna delle quali come titolare.

## Statistiche
| Partite totali      | 16  |
| Partite da titolare | 0   |
| Tackle totali       | 23  |
| Sack fatti          | 2,0 |
| Intercetti          | 0   |

Statistiche aggiornate alla stagione 2014